# Port lotniczy Arba Myncz
Port lotniczy Arba Myncz (kod IATA: AMH, kod ICAO: HAAM) – etiopskie lotnisko obsługujące Arba Myncz.

## Linie lotnicze i połączenia
| Linia Lotnicza     | Kierunek       |
| ------------------ | -------------- |
| Ethiopian Airlines | 1. Addis Abeba |